# Li-Ning

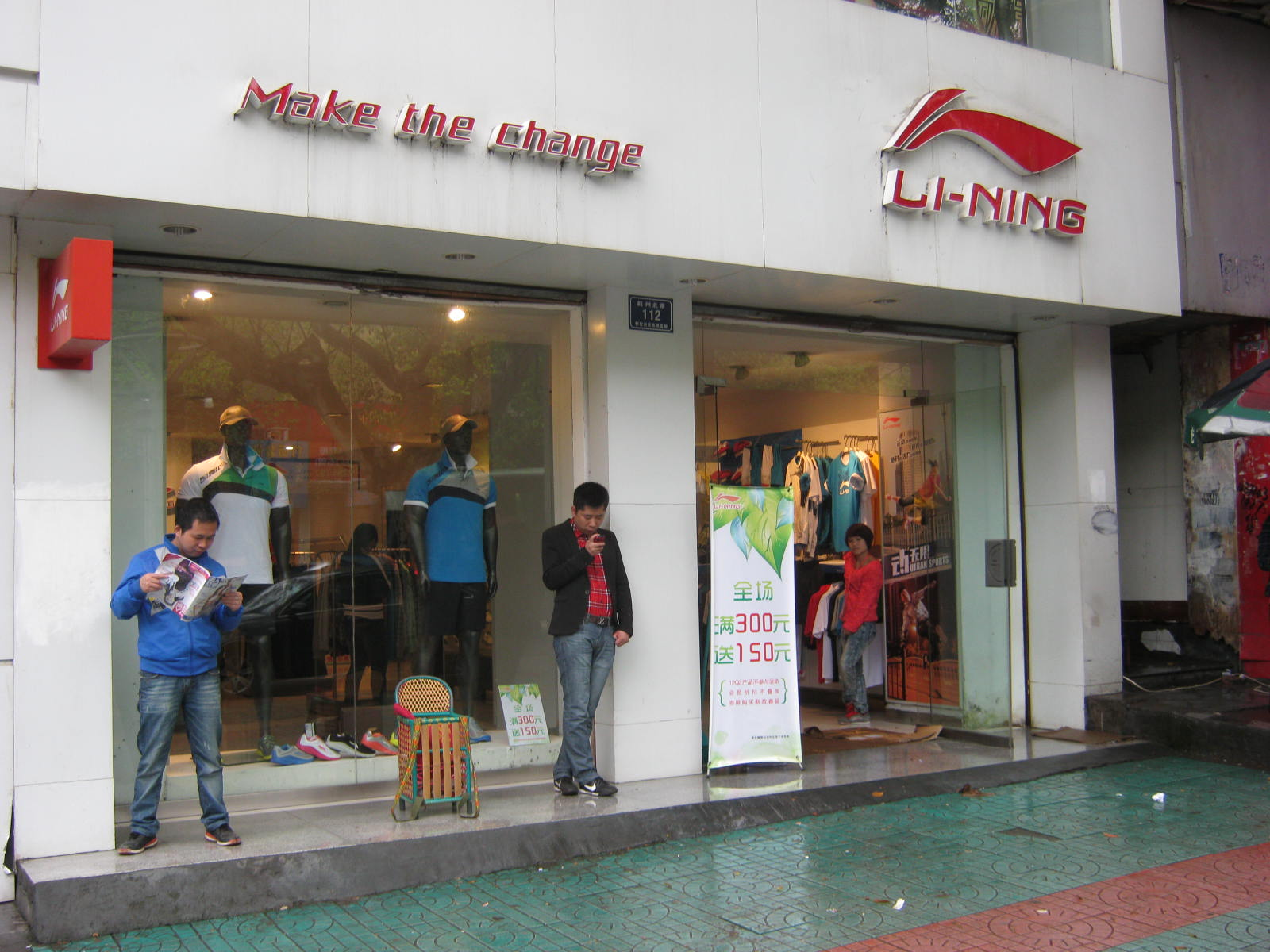
Li-Ning store tại Hoài Hóa, tỉnh Hồ Nam

Công ty Trách nhiệm hữu hạn Li-Ning (SEHK: ) là công ty sản xuất dụng cụ và trang phục thể thao lớn của Trung Quốc. Các sản phẩm mang nhãn hiệu Li-Ning hướng tới đối tượng khách hàng là những người chơi các môn thể thao như chạy bộ, bóng rổ, bóng đá, cầu lông và quần vợt.
Năm 2005, Li-Ning đã liên doanh với công ty sản xuất trang phục thể thao của Pháp AIGLE cho phép công ty độc quyền phân phối sản phẩm của AIGLE ở Trung Quốc trong 50 năm.
Năm 2006, công ty thông báo đạt doanh thu 418 triệu USD, thu về khoản lợi nhuận
39 triệu USD. Tính đến tháng 3 năm 2007, Li-Ning có 4297 cửa hàng bán lẻ. Công ty trực tiếp sở hữu một số cửa hàng bán lẻ trong khi số khác là nhượng quyền thương hiệu.
Tháng 1 năm 2010, Li-Ning đã mở trụ sở của mình ở Mỹ và có một đại cửa hàng (flagship store) ở Portland, Oregon.
Tháng 1 năm 2011, Li-Ning trở thành đối tác của Acquity Group, có trụ sở ở Chicago nhằm mở rộng kênh phân phối và phát triển tên tuổi của mình ở Mỹ.
Tháng 9 năm 2012, Li-Ning ký hợp tác với vận động viên bóng rổ nhà nghề Mỹ Dwyane Wade.
Công ty được thành lập năm 1990 bởi Lý Ninh, cựu vận động viên thể dục dụng cụ Olympic người Trung Quốc. Tính đến 2007, Lý Ninh vẫn là chủ tịch ban lãnh đạo của công ty.

## Sản phẩm
Li-Ning sản xuất giày và trang phục thể thao, phần lớn cho thị trường Trung Quốc. Công ty đã tăng trưởng bùng nổ trong vài năm trở lại đây.
Tháng 3 năm 2006, công ty tung ra thị trường phiên bản giới hạn giày Li-Ning 001. Đây là lần đầu tiên một nhãn hiệu thể thao Trung Quốc bán giày đế mềm phiên bản giới hạn.
Tháng 3 năm 2017, tại thị trường Việt Nam, hãng đã ra mắt dòng giày siêu nhẹ iLN One công nghệ đế cánh cung kép ưu việt kết hợp với vải dệt 1 tấm tỏa nhiệt của thân giày đã mang lại tính năng bảo vệ đôi chân hoàn hảo mà vẫn đảm bảo yếu tố thời trang & thẩm mĩ. 
Tháng 6 năm 2017, tiếp tục với dòng giày thể thao siêu nhẹ, Li-Ning lại tung ra thị trường đôi giày Li-Ning Super Light 14 được gọi là "Kiệt tác mùa hè". Với sản phẩm này, Li-Ning ngày càng khẳng định tên tuổi của mình trong làng thể thao thế giới. 
Giày siêu nhẹ là một trong những dòng giày có lịch sử lâu đời nhất của thương hiệu Li-Ning, mỗi năm, Li-Ning lại ra mắt phiên bản mới với những công nghệ và cải tiến hoàn hảo hơn. Đến năm 2018 và 2019, đại gia đình "giày siêu nhẹ" đã chính thức ra mắt phiên bản thứ 15 và 16 của mình. Super Light tiếng tăm đã tạo ra một cuộc chơi mới, một cuộc chinh phạt dành riêng cho những đôi giày siêu nhẹ mà những ông lớn trong làng thể thao phải ngả mũ thán phục.
Tháng 3 năm 2018, Li-Ning tiên phong đưa dòng giày Smart Shoes về Việt Nam. Smart Shoes được ví như "bước chân công nghệ" với con chip thông minh cho người dùng biết được các chỉ số luyện tập để tùy chỉnh phù hợp với mục đích luyện tập đã nhanh chóng lọt vào "mắt xanh" của các tín đồ yêu giày thể thao và những người yêu thích "tập luyện".
Bên cạnh đó, các dòng giày mang công nghệ đế đệm độc quyền Cloud như Cloud 4Chic – Tỏa sáng với đam mê năm 2017, Cloud Lite – Dạo bước trên mây năm 2018; Cloud 5 ra mắt tháng 3/2019 sở hữu công nghệ "Double Cloud", tăng thêm sự êm ái và hoàn trả năng lượng "thật đã" cho đôi chân hay Cloud Element vừa ra mắt tháng 2/2020 – đôi giày mở đầu thập kỷ mang dấu ấn lướt nhẹ, bền bỉ và tốc độ của đường đua F1... cũng là những siêu phẩm làm nên tên tuổi ngày càng được yêu mến của thương hiệu "Anything Is Possible".
Không chỉ giày, các sản phẩm quần áo luôn là thế mạnh của Li-Ning. Đa dạng từ tập luyện, chạy bộ, cầu lông, bóng rổ... đến những trang phục mặc đời thường, với chất liệu polyester khô thoáng, không thấm hút mồ hôi, khử mùi và kháng khuẩn cực tốt, Li-Ning đã trở thành thương hiệu được lựa chọn hàng đầu trong tủ đồ của các tín đồ thời trang thể thao.
Năm 2018, các sản phẩm của Li-Ning được sải bước trên hai sàn diễn thời trang danh giá nhất thế giới, Paris và New York Fashion Week, đánh dấu một bước ngoặt mới cho thương hiệu thời trang thể thao trẻ tuổi này. Ngay khi hãng tung ra những đôi giày và trang phục được trình diễn tại tuần lễ thời trang New York Fashion Week, thị trường nội địa và thế giới "sục sôi" tìm kiếm những sản phẩm mang tên vận động viên thể dục dụng cụ tài ba Li-Ning. Chỉ trong vòng 3 phút, một trong những chiếc áo hot nhất BST đã được bán hết sạch. Sức ảnh hưởng của tuần lễ thời trang New York Fashion đã giúp thị trường chứng khoán của Li-Ning "leo thang" nhanh chóng và ngày càng khẳng định vị thế "đỉnh cao" của thương hiệu trên thị trường quốc tế.

## Tiếp thị
Mặc dù biểu trưng của Li-Ning khá giống biểu tượng Swoosh của Nike, thiết kế biểu trưng của nó dựa trên chính chữ L và N trong tên công ty.
Li-Ning đã rất quan tâm đến việc sử dụng những bản hợp đồng tài trợ cho các vận động viên và các đội tuyển thể thao, ở cả quê nhà Trung Quốc lẫn ở nước ngoài, để đem đến lợi nhuận cho công ty.
Năm 2006, công ty đã ký "bản hợp tác chiến lược" với Hiệp hội quần vợt nhà nghề (quốc tế), Hiệp hội Bóng rổ Quốc gia (Hoa Kỳ), Hiệp hội Bóng rổ Đại học Trung Quốc và Giải vô địch bóng đá đại học Trung Quốc. Li-Ning cũng ký kết hợp đồng tài trợ với các đội tuyển quốc gia Trung Quốc và đội tuyển điền kinh Sudan. Công ty cũng là nhà cung cấp trang phục cho Đội tuyển bóng rổ quốc gia Argentina tại các sự kiện quốc tế bao gồm Thế vận hội Mùa hè 2008 và Thế vận hội Mùa hè 2012. Một hợp đồng tương tự cũng đã ký kết giữa Li-Ning với Ủy ban Olympic Thụy Điển.
Từ 2004, cả đội tuyển bóng rổ quốc gia nam và nữ của Tây Ban Nha đều sử dụng trang bị của Li-Ning.
Ở Việt Nam, Li-Ning chính là người đồng hành đứng sau sự thành công của Đội tuyển Bóng đá Việt Nam trong những giai đoạn khởi đầu 2006-2008 với việc cung cấp trang phục cho đội tuyển. Khi đó, lần đầu tiên đội tuyển quốc gia Việt Nam giành chức vô địch lịch sử tại AFF Suzuki Cup 2008. Li-Ning cũng là nhà tài trợ trang phục cho đội tuyển điền kinh quốc gia trong 5 năm. 15 năm liên tiếp đồng hành cùng giải bóng chuyền nữ quốc tế VTV Cup  trong vai trò là nhà tài trợ trang phục cho đội ngũ BTC  và các giải đấu quy mô khác như: Giải bóng chuyền vô địch quốc gia, giải bóng chuyền nữ quốc tế LienVietPost Bank hay giải bóng chuyền cup Hùng Vương...; Trong lĩnh vực cầu lông, có thể nói tên các giải đấu mang tên nhà tài trợ Li-Ning như: giải cầu lông đồng đội toàn quốc - Cup Li-Ning; giải cầu lông các cây vợt xuất sắc, giải cầu lông Hà Nội, giải cầu lông Hải Phòng... Li-Ning cũng là nhà tài trợ cho các cây vợt xuất sắc như Vũ Thị Trang – tay vợt nữ số 1 Việt Nam; Nguyễn Thị Sen – cùng với Vũ Thị Trang là cặp đôi nữ số 1 Việt Nam, các tay vợt trẻ xuất sắc như Phạm Hồng Nam, Lê Thu Huyền... và các đội tuyển cầu lông: Bắc Giang, Hải Phòng, Quảng Trị...
Li-Ning cũng đồng hành cùng các giải đấu lớn nhỏ khác trong các môn như điền kinh, tennis, bóng rổ, street workout, hip hop...

## Tài trợ
Li-Ning cung cấp trang phục và đồng phục cho các vận động viên và đội tuyển thể thao sau:

### Các ủy ban Olympic
- Thụy Điển

### Cầu lông

#### Vận động viên cầu lông
- Lin Đan
- Chen Long
- Trần Kim
- Bào Xuân Lai
- Phó Hải Phong
- Cai Yun
- Liu Cheng
- Xue Song
- Houwei Tian
- Liu Yuchen
- Zhang Nan
- Li Xuerui
- Liu Xin
- Wang Yihan
- Tian Qing
- Zhao Yunlei
- Wang Xin
- Ma Jin
- Dongping Huang
- Wang Xiaoli
- Bao Yixin
- Xie Xingfang
- Yu Yang
- Muhammad Hafiz Hashim
- Boonsak Ponsana
- Jan Ø. Jørgensen

##### Đội tuyển quốc gia
- Trung Quốc
- Singapore

### Bóng rổ

#### Đội tuyển
| - Đội tuyển bóng rổ quốc gia Argentina |

#### Vận động viên
| - José Calderón - Berni Rodríguez - Saul Blanco | - Dwyane Wade - Evan Turner - Lou Hurd |  |

### Lặn
- Liên đoàn lặn quốc gia Trung Quốc
- Guo Jingjing
- Troy Dumais

### Bóng đá
- Đội tuyển bóng đá quốc gia Việt Nam(NPP hợp tác tài trợ từ 2023)
- FK Vardar Skopje
- Phù Đổng (NPP hợp tác tài trợ một phần)

| - Peng Shuai - Zi Yan - Ivan Ljubičić | - Marin Čilić - Denis Istomin - Iván Navarro | - Alex Bogdanovic - Sun Shengnan - Carlos Salamanca |

| - Yelena Isinbayeva - Asafa Powell - Andreas Thorkildsen - Huang Xiaoxiao | - Zhou Chengjin - Christian Taylor - Ngonidzashe Makusha |  |